# Victoria Holland
Victoria Frances Holland (conocida como Vicky Holland; Gloucester, 12 de enero de 1986) es una deportista británica que compite en triatlón.
Participó en tres Juegos Olímpicos de Verano, entre los años 2012 y 2020, obteniendo la medalla de bronce en la prueba femenina de Río de Janeiro 2016.
Ganó una medalla de oro en el Campeonato Mundial de Triatlón de 2018, tres medallas en el Campeonato Mundial de Triatlón por Relevos Mixtos, entre los años 2012 y 2015, dos medallas en el Campeonato Europeo de Triatlón, en los años 2013 y 2024, y una medalla de oro en el Campeonato de Oceanía de Triatlón de 2011.

## Palmarés internacional
| Juegos Olímpicos                      | Juegos Olímpicos           | Juegos Olímpicos  | Juegos Olímpicos |
| Año                                   | Lugar                      | Medalla           | Prueba           |
| ------------------------------------- | -------------------------- | ----------------- | ---------------- |
| 2016                                  | Río de Janeiro (Brasil)    | Medalla de bronce | Individual       |
| Campeonato Mundial                    |                            |                   |                  |
| Año                                   | Lugar                      | Medalla           | Prueba           |
| 2018                                  | Gold Coast (Australia)     | Medalla de oro    | Individual       |
| Campeonato Mundial por Relevos Mixtos |                            |                   |                  |
| Año                                   | Lugar                      | Medalla           | Prueba           |
| 2012                                  | Estocolmo (Suecia)         | Medalla de oro    | Relevo mixto     |
| 2014                                  | Hamburgo (Alemania)        | Medalla de oro    | Relevo mixto     |
| 2015                                  | Hamburgo (Alemania)        | Medalla de bronce | Relevo mixto     |
| Campeonato Europeo                    |                            |                   |                  |
| Año                                   | Lugar                      | Medalla           | Prueba           |
| 2013                                  | Alanya (Turquía)           | Medalla de plata  | Individual       |
| 2024                                  | Vichy (Francia)            | Medalla de oro    | Individual       |
| Campeonato de Oceanía                 |                            |                   |                  |
| Año                                   | Lugar                      | Medalla           | Prueba           |
| 2011                                  | Wellington (Nueva Zelanda) | Medalla de oro    | Individual       |

1. ↑  En algunas ediciones del Campeonato de Oceanía se permitió la participación de triatletas de otros continentes.